# Cacosternum platys
Espèce
Statut de conservation UICN

 NT  : Quasi menacé
Cacosternum platys est une espèce d'amphibiens de la famille des Pyxicephalidae.

## Répartition
Cette espèce est endémique du sud-ouest de la province de Cap-Occidental en Afrique du Sud,.

## Publication originale
- Rose, 1950 : The Reptiles and Amphibians of Southern Africa. Cape Town, South Africa, Maskew Miller, Ltd.